# Inmigración fiyiana en los Estados Unidos

Bandera de Fiyi

La inmigración fiyiana en los Estados Unidos se refiere a las personas que son o provienen de las Islas Fiyi, o bien, que tienen ascendencia fiyiana, y que tienen residencia en los Estados Unidos de América. La mayoría de los fiyianos estadounidenses son de origen étnico fiyiano o indofiyiano. Los fiyianos estadounidenses se consideran isleños del Pacífico en el censo de los Estados Unidos. Hay 32,304 fiyianos que viven en los Estados Unidos, según el censo de 2010, y el 75% de ellos vive solo en el estado de California.

## Historia
Los fiyianos comenzaron a migrar en pequeñas cantidades a los Estados Unidos a principios de la década de 1950. Fue hasta 1959 que los fiyianos comenzaron a emigrar en grandes cantidades, emigrando 71 fiyianos a los Estados Unidos en este año. En la década de 1960, más de 400 fiyianos emigraron a los Estados Unidos (principalmente en 1968, cuando emigraron 368 fiyianos). Desde entonces, el número de inmigrantes fiyianos admitidos en los Estados Unidos ha oscilado entre cientos y algunos miles de personas cada año.
Durante las décadas de 1970 y 1980, el número de fiyianos que emigraron legalmente a los Estados Unidos aumentó significativamente. En la década de 1970, el número aumentó entre 1976 y 1979, pasando de 132 a unas 1,000 personas. En la década de 1980, el número aumentó de 712 personas en 1983 a más de 1200 personas en 1987. Más tarde, en 1996, llegaron a los Estados Unidos 1.847 fiyianos más y, en 1997, llegaron 1,549 fiyianos con estatus de migración legal.

## Demografía
Según el censo estadounidense de 2010, hay 32,304 fiyianos en los Estados Unidos. California tiene la población más grande de personas de nacionalidad fiyiana, con 19,355 residentes (0.06% de la población del estado). Las comunidades fiyianas más grandes se encuentran en los condados de Sacramento, Sonoma y Alameda. Hay una comunidad considerable de fiyianos en Modesto (0.6%; 1,109 residentes). Estas comunidades pueden incluir fiyianos de ascendencia india.
Los fiyianos estadounidenses tienen varias asociaciones, incluida la Asociación Nacional Estadounidense de Fiyi, FANA en Hayward, California, y la Asociación Estadounidense de Bienestar de Fiyi.